# Mercure dans la fiction
 (juin 2020).

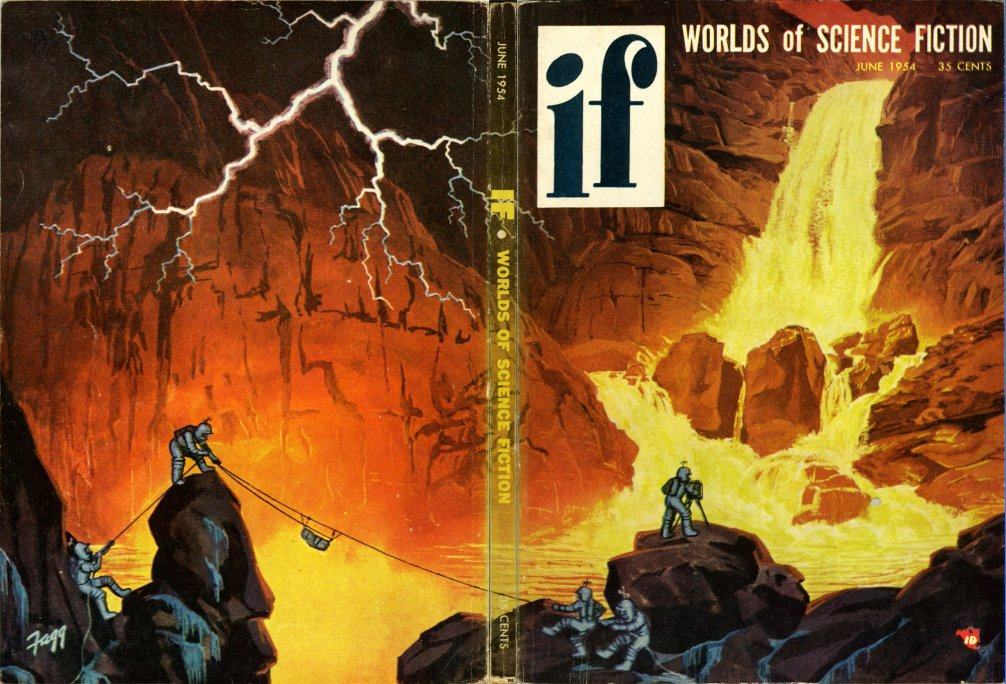

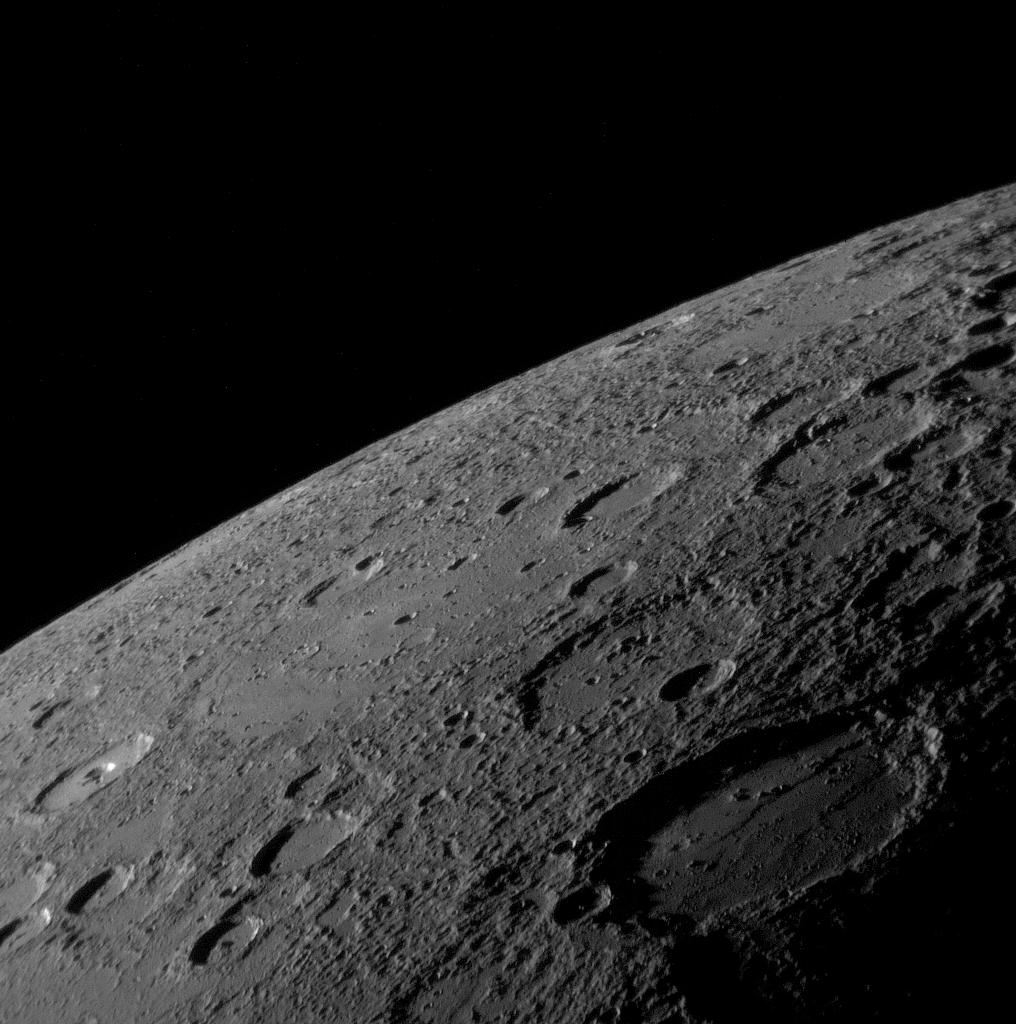
Image de Mercure vue par la sonde spatiale MESSENGER en 2008

La planète Mercure est un lieu récurrent dans les œuvres de science-fiction. Des thèmes courants liés à cette planète incluent les dangers d'être exposé au rayonnement solaire et la possibilité d'échapper à un rayonnement excessif en restant dans le terminateur lent de la planète (la frontière entre le jour et la nuit). Un autre thème récurrent est celui des gouvernements autocratiques, potentiellement à cause d'une association de Mercure avec la colère. Néanmoins, un consensus scientifique se dégage, d'après des études publiées en mars 2020, pour considérer que des parties de la planète peuvent avoir été habitables. Ainsi, des formes de vie réelles, bien que probablement des micro-organismes primitifs, ont peut-être existé sur la planète,.

## Description
Giovanni Schiaparelli annonça en 1889 que Mercure possédait une rotation synchrone avec le Soleil. Ainsi, une face de Mercure serait en permanence vers le Soleil tandis que l'autre n'était jamais éclairée. À partir de ce moment, certaines théories ont avancé que le côté éclairé devait posséder des flaques de métal fondu et que le côté obscur était gelé. Ce concept de Mercure a été réfuté en 1965 lorsque des radio-astronomes ont découvert que Mercure tournait trois fois sur elle-même toutes les deux révolutions, exposant ainsi toute sa surface au Soleil.
Les descriptions de Mercure par les auteurs de science-fiction ont évolué à mesure que la connaissance de l'environnement et de la géologie de la planète progressait. Les ouvrages fictifs où une partie de l'action se déroule sur Mercure peuvent ainsi être divisés en deux groupes : ceux, principalement écrits avant 1965, mettant en vedette le « vieux Mercure » avec ses côtés clairs et sombres, et ceux, plus récent souvent, qui reflètent les connaissances scientifiques acquises sur la planète.

## Littérature

### « Vieux Mercure »

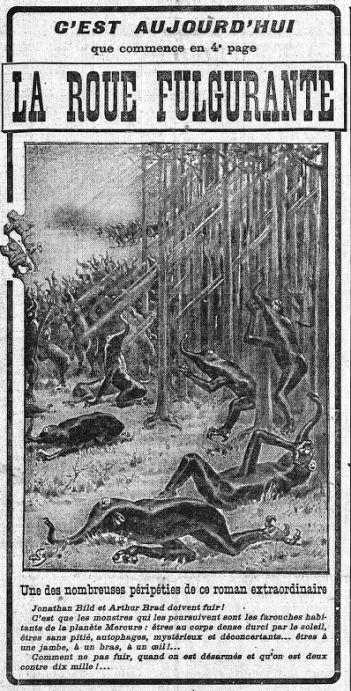
Dans le roman de Jean de La Hire, la planète est peuplée d'êtres ne possédant d'une jambe, un bras et un œil.

- La Roue fulgurante (1908) de Jean de La Hire met en scène des Terriens retenus prisonniers sur la planète Mercure. Celle-ci présente des paysages déroutants : plaines aux herbes rouges, fleuves charriant une matière jaune molle, nuages verts…[4]
- Dans Le Serpent Ouroboros (1922) d'E. R. Eddison, l'action se déroule dans un monde fantastique qui fait en apparence partie de la planète Mercure. Cependant, le nom est utilisé uniquement pour sa valeur exotique, et il n'y a aucune tentative de faire correspondre les caractéristiques du monde à des faits réels connus sur Mercure dans les années 1920. Le Mercure d'Eddison ressemble à la Terre, sauf en ce qui concerne sa géographie. Ainsi, on y trouve un cycle jour-nuit, une Lune et un calendrier identiques à ceux de la Terre.
- Tama of the Light Country (1930), Tama, Princess of Mercury (1931) et Aerita of the Light Country (1941) par Ray Cummings sont des aventures se déroulant un Mercure avec rotation synchrone autour du Soleil.
- La planète est brièvement mentionnée dans Dans l'abîme du temps (1936) de H. P. Lovecraft :

Later, as the Earth's span closed, the transferred minds (of the Great Race of Yith) would again migrate through time and space — to another stopping place in the bodies of the bulbous vegetable entities of Mercury.
- Dans les nouvelles de Leigh Brackett (en particulier The Demons of Darkside (1941), A World Is Born (1941), Cube from Space (1942) et Shannach - the Last (1952)), Mercure étant en rotation synchrone, une « ceinture crépusculaire »  est présentée au niveau du terminateur et la planète connaît à ce niveau de fortes variations de chaleur et des tempêtes solaires dévastatrices.
- Mercure est un décor dans plusieurs des histoires d'Isaac Asimov, là encore avec une planète verrouillée. 
  - Cercle vicieux (Astounding Science Fiction, 1942, publié plus tard dans la collection Les Robots 1950) implique un robot spécialement conçu pour faire face au rayonnement solaire intense.
  - Mortelle est la nuit (en) (The Magazine of Fantasy and Science Fiction, 1956) est un roman policier dans lequel les suspects sont des astronomes de Mercure, de la Lune et de l'astéroïde Ceres. Les conditions de vie de chacun de ces endroits sont essentielles pour découvrir quel astronome est le coupable.
  - La Fournaise de Mercure (en) (1956), un roman de jeunesse, quatrième épisode du Cycle de David Starr .

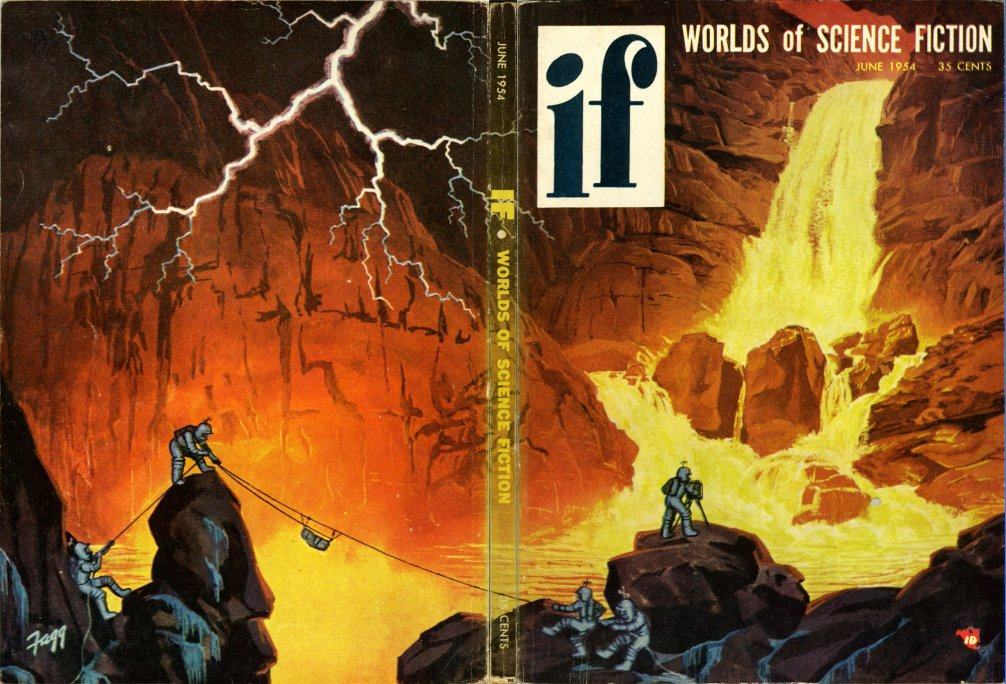
"Lava Falls on Mercury", pochette de Ken Fagg pour le magazine If, juin 1954

- Dans le roman de C. S. Lewis, Cette hideuse puissance (1945), Mercure, ou Viritrilbia, est décrite comme étant le berceau du langage dans l'univers, probablement en raison d'une association de Mercure avec la sagesse.
- Dans Les Îles de l'espace (1952), Arthur C. Clarke fait la description d'une étrange créature qui vit sur la face cachée de Mercure.
- Dans Iceworld (en) de Hal Clement (1953), des extraterrestres formés de silicium ont besoin d'une forte chaleur pour exister et établissent donc leur base sur le côté chaud de la planète.
- Erik Van Lhin, Battle on Mercury (1953)
- Dans The Weather on Mercury de William Morrison, un groupe cherche un explorateur disparu dans la zone crépusculaire de Mercure.
- La nouvelle d'Alan E. Nourse Brightside Crossing (Galaxy Science Fiction, 1956) est racontée par le seul survivant d'une équipe de quatre hommes qui tentait l'exploit sportif de traverser la face éclairée de Mercure à son périhélie.
- Le roman de Kurt Vonnegut Les Sirènes de Titan (1959) est en partie situé dans des grottes de Mercure qui abritent des animaux particuliers appelés harmoniums qui s'accrochent aux parois rocheuses.
- Dans Nécromant de Gordon R. Dickson (1962), une base est située sur Mercure.
- Dans L'Endroit le plus froid (1964) de Larry Niven, l'auteur décrit une scène se déroulant « à l'endroit le plus froid du système solaire » en laissant supposer qu'il s'agit de Pluton avant de révéler qu'il s'agit du côté obscur de Mercure.
- Mission to Mercury (en) (1965) de Hugh Walters (en) suppose que Mercure a un côté obscur où la température est proche du zéro absolu duquel les protagonistes doivent être sauvés avant de geler à mort.
- Dans The Mercurymen (1965) de C. C. MacApp (en), les survivants humains d'une civilisation en déclin vivent à l'intérieur des branches d'une vigne géante ayant racines dans le côté obscur et traversant la zone crépusculaire.
- Dans Valeddom de Robert Gibson (2013), la version d'une Mercure ayant un terminateur est adoptée[5].

### « Nouveau Mercure »

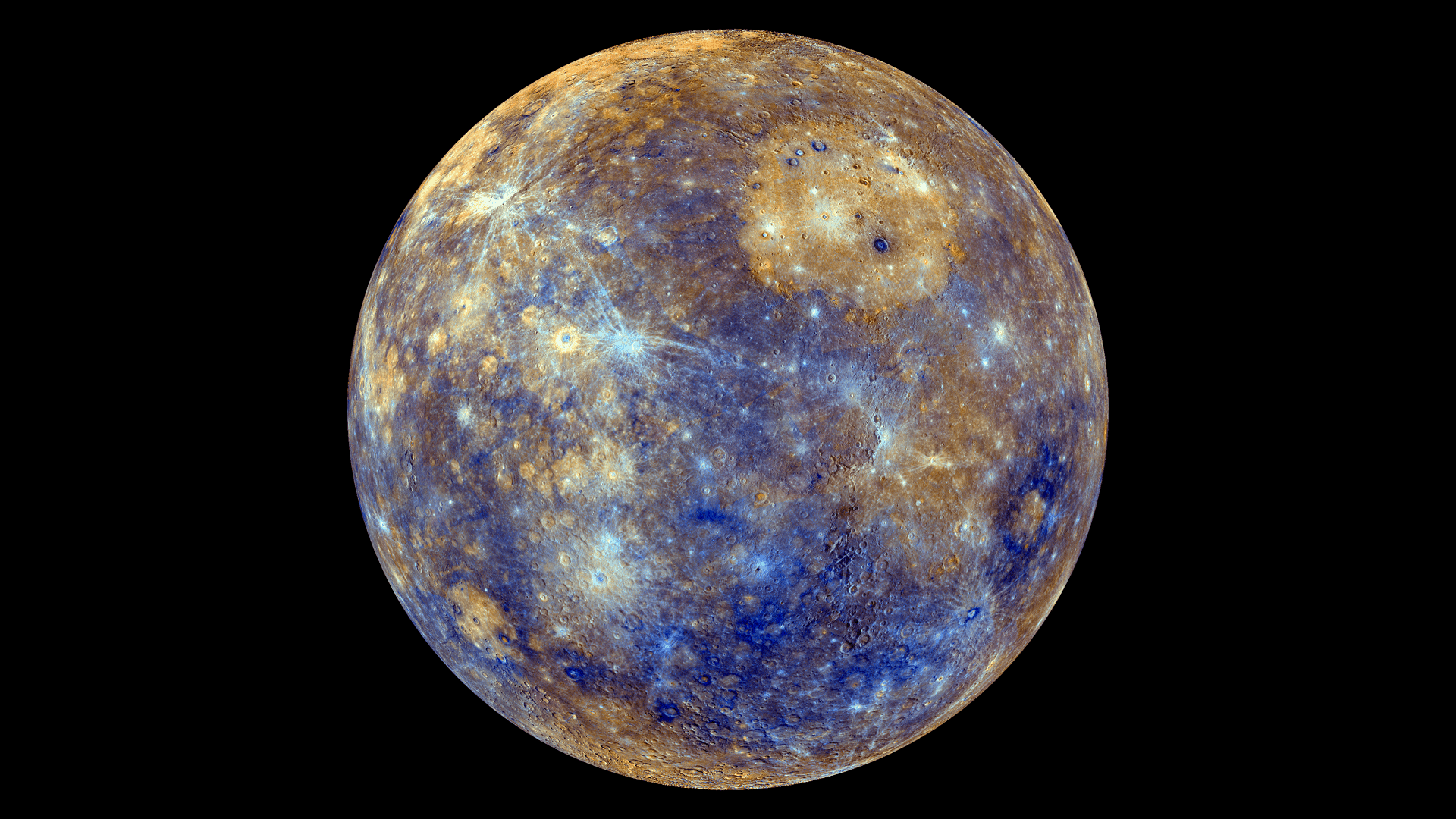
Vue en fausses couleurs de Mercure, 2013

- Dans Rendez-vous avec Rama d'Arthur C. Clarke (1973), Mercure est dirigée par un gouvernement de mineurs de métaux qui menace de détruire le vaisseau spatial extraterrestre Rama.
- Dans Jusqu'au cœur du soleil (1980) de David Brin, les personnages passent la plupart du temps sur Mercure, entre leur expéditions dans la chromosphère du Soleil.
- Dans les romans et les nouvelles de Kim Stanley Robinson, en particulier La Mémoire de la lumière (1985), Mercuriale (dans La Planète sur la table, 1986), La Trilogie de Mars (1996) et 2312, Mercure est le foyer d'une vaste ville appelée Terminator, peuplée d'un grand nombre d'artistes et de musiciens. Pour éviter le dangereux rayonnement solaire, la ville fait le tour de l'équateur de la planète sur des rails à une vitesse suivante la rotation de la planète afin que le Soleil ne se lève jamais complètement au-dessus de l'horizon.
- Dans Transmetropolitan de Warren Ellis et Darick Robertson (1997-2002), une série de bandes dessinées cyberpunk, Mercure serait recouverte de panneaux solaires pour répondre aux besoins énergétiques d'une Terre technologiquement avancée.
- Dans DC One Million (en) (1998) de Grant Morrison, chaque planète du système solaire est supervisée par un membre des futurs descendants de la Justice League. Mercure est supervisé par le Flash du 853e siècle.
- Dans Mercure (en), Ben Bova traite de l'exploration de Mercure : pourquoi l'être humain pourrait être intéressé de la coloniser (par exemple pour exploiter l'énergie solaire) et quels défis cela poserait.
- Dans Espace (en) (2000) de Stephen Baxter, Mercure est le dernier bastion de l'humanité après que des vagues successives de colonisateurs extraterrestres aient exterminé la race humaine du reste du système solaire.
- Dans la Planète Larklight (en) de Philip Reeve Mercury est inhabitée. Cependant, il avait autrefois un empire interplanétaire
- Dans le livre de Charles Stross, Saturn's Children (en), Mercure ressemble aux œuvres de Kim Stanley Robinson, avec une ville sur rails appelée Terminator.
- Dans le roman Lockstep de Karl Schroeder (2014) se déroulant 14 000 ans dans le futur, Mercure n'existe plus. Elle a en effet été utilisée comme matière première pour créer une Sphère de Dyson, source d'énergie pour les lancements de vaisseaux spatiaux.

## Cinéma et télévision
La planète a également été un décor lors de plusieurs séries télévisées:
- Dans l'épisode de la série Space Patrol The Fires of Mercury, le professeur Heggarty découvre un dispositif permettant de transmettre les vagues de chaleur en ondes radio. Maria se rend compte que cela pourrait fournir un moyen de transmettre la chaleur de Mercure à la colonie de Pluton, où les conditions de gel s'aggravent à mesure que la planète naine s'approche de son aphélie.
- Dans un épisode de Star Trek: Voyager, The Adventures of Captain Proton (1998), le Dr Chaotica veut conquérir la Terre et forcer les humains à travailler dans les mines de Mercure.
- Dans la série télévisée animée Exosquad (en) (1993–1995), Mercure sert de base temporaire.
- Dans l'épisode La tête sur l'épaule de Futurama, Fry et Amy font un road trip sur Mercure avant de se retrouver coincés lorsque le véhicule manque de carburant.
- Dans la série télévisée Invader Zim (2001), Mercure est transformée en prototype de vaisseau spatial géant par des Martiens.
- Dans le film Sunshine (2007) de Danny Boyle, le vaisseau spatial Icarus II se met en orbite autour de Mercure pour prendre rendez-vous avec Icarus I, pensé disparu.
- La sitcom britannique Kinvig (en) montre une alien à l'apparence de femme humaine en provenance de Mercure et vivant en Angleterre.
- Dans Sailor Moon, Ami Mizuno alias Sailor Mercury est la protectrice de Mercure. Ses attaques sont à base d'eau et de glace.
- Dans le film Collision Earth, produit par Syfy, une éruption solaire fait sortir Mercure de son orbite et l'envoie sur une trajectoire de collision avec la Terre[6].

## Jeux vidéo et bandes dessinées
- Le héros de comic strip Buck Rogers connaît certaines histoires en lien avec la planète comme  Attacked by Mercurians (du 31 janvier au 7 août 1932) où Buddy Deering et Alura aident lors d'une bataille entre les Kollaniens (habitants de l'hémisphère gelé, côté obscur) et les Odlanniens (habitants de l'hémisphère désertique, côté éclairé), et ils créent une lune pour Mercure[7]. Une autre histoire s'intitule Exploring the Water Moon of Mercury (du 13 janvier au 17 mars 1935).
- Dans les livres de jeux de rôle Transhuman Space de Steve Jackson Games, Mercure est utilisée pour la production d'antimatière et l'extraction de métaux.
- Les niveaux 6 et 7 du jeu vidéo Descent se déroulent dans des installations sur Mercure. Le niveau 7 marque la fin de la version shareware du jeu ainsi que la première bataille de boss du jeu.
- Dans Destiny, Mercure est terraformé par les Vex et abrite les Jugements d'Osiris. Destiny 2 révèle que Mercure était autrefois un monde avec de nombreux jardins.
- Dans Mass Effect, Mercure possède plusieurs panneaux solaires pour collecter et stocker l'énergie. Le joueur peut également utiliser la planète dans Mass Effect 2 pour rechercher des métaux précieux utilisés pour l'artisanat.
- Dans Descent3, le joueur doit escorter un cargo caché dans et hors d'une usine de vaisseaux spatiaux à Mercure pendant qu'il vole les composants de base pour la construction d'un nouveau navire.
- Dans le jeu de rôle Mutant Chronicles, Mercure est le foyer de la puissante corporation Mishima. Cependant, contrairement aux autres planètes, Mercure n'est pas entièrement terraformée et la population doit donc vivre dans de vastes villes en forme de dôme.
- Le jeu Starsiege inclut Mercure comme décor de plusieurs de ses missions.
- Dans le jeu Star Control II (1992), Mercure est l'une des sources de métaux radioactifs nécessaires à la première mission du jeu.
- Dans les Gardiens de la Galaxie de Marvel Comics, Nicholette Gold est la dernière survivante d'une colonie sur Mercure au 31e siècle après que le Badoon ait envahi le système solaire. Comme tous les colons de Mercure, elle a une grande résistance à la chaleur et peut la projeter.
- Dans le titre de Space Adventures de Charlton Comics, un super-héros de Mercure nommé Mercury Man (en) est vu dans deux numéros de 1962.
- Dans les manga et anime Sailor Moon, Mercure était habité pendant le millénaire argenté, et, adoptant l'ancienne vision de la planète avec une rotation synchrone, les habitants de Mercure ne pouvaient habiter que le côté obscur de la planète car le côté face au soleil est inhabitable en raison de la chaleur. Ami Mizuno, également connue sous le nom de Sailor Mercury, est la gardienne de la planète, et toutes ses attaques sont basées sur l'eau et la glace.
- Dans All-Star Comics #13, la Société de justice d'Amérique est gazé par les nazis et envoyé sur différentes planètes.
- En février 1952, Superman construit un robot appelé Krag - soi-disant un extraterrestre surpuissant de Mercure. (Act No 165: The Man Who Conquered Superman!).
- La bande dessinée de Bill Watterson, Calvin et Hobbes, a vu se dérouler une histoire étendue sur plusieurs bandes quotidiennes dans laquelle Calvin et sa camarade de classe Susie doivent faire une présentation sur Mercure à leur classe.